# Membros do Comitê Olímpico Internacional

Bandeira olímpica.

Os membros do Comitê Olímpico Internacional são representantes deste em seus países, e não delegados dos países junto ao COI. Têm por objetivo, segundo a Carta Olímpica, promover os interesses do COI e do Movimento Olímpico em seus países e nas organizações às quais servem. Atualmente há 112 membros mais 22 membros honorários. Juan Antonio Samaranch é o presidente honorário vitalício.

## Membros
| Nome                                             | País                   | Ano de eleição | Participação em Jogos Olímpicos    | Biografia |
| ------------------------------------------------ | ---------------------- | -------------- | ---------------------------------- | --------- |
| João Havelange                                   | Brasil                 | 1963           | 1936, 1952                         | bio       |
| Mohamed Mzali                                    | Tunísia                | 1965           |                                    | bio       |
| Vitaly Smirnov                                   | Rússia                 | 1971           |                                    | bio       |
| Peter Tallberg                                   | Finlândia              | 1976           | 1960, 1964, 1968, 1972, 1980       | bio       |
| Richard Kevan Gosper                             | Austrália              | 1977           | 1956, 1960 [MO]                    | bio       |
| Richard Pound                                    | Canadá                 | 1978           | 1960                               | bio       |
| He Zhenliang                                     | China                  | 1981           |                                    | bio       |
| Franco Carraro                                   | Itália                 | 1982           |                                    | bio       |
| Phillip Walter Coles                             | Austrália              | 1982           | 1960, 1964, 1968                   | bio       |
| Iván Dibós                                       | Peru                   | 1982           |                                    | bio       |
| Chiharu Igaya                                    | Japão                  | 1982           | 1952, 1956, 1960 [MO]              | bio       |
| Pál Schmitt                                      | Hungria                | 1983           | 1968, 1972, 1976 [MO]              | bio       |
| S.A.S. Nora de Liechtenstein                     | Liechtenstein          | 1984           |                                    | bio       |
| Francisco Elizalde                               | Filipinas              | 1985           |                                    | bio       |
| S.A.S. Alberto II de Mônaco                      | Mónaco                 | 1985           | 1988, 1992, 1994, 1998, 2002       | bio       |
| Lambis Nikolaou                                  | Grécia                 | 1986           |                                    | bio       |
| Anita DeFrantz                                   | Estados Unidos         | 1986           | 1976 [MO]                          | bio       |
| S.A.R. Ana, Princesa Real                        | Reino Unido            | 1988           | 1976                               | bio       |
| Wu Ching-Kuo                                     | Taipé Chinesa          | 1988           |                                    | bio       |
| Willi Kaltschmitt Luján                          | Guatemala              | 1988           |                                    | bio       |
| Francis Nyangweso                                | Uganda                 | 1988           | 1960                               | bio       |
| Fernando Lima Bello                              | Portugal               | 1989           | 1968, 1972                         | bio       |
| Walther Tröger                                   | Alemanha               | 1989           |                                    | bio       |
| Shun-ichiro Okano                                | Japão                  | 1990           | 1968 [MO]                          | bio       |
| Richard Carrión [CE]                             | Porto Rico             | 1990           |                                    | bio       |
| Nat Indrapana                                    | Tailândia              | 1990           |                                    | bio       |
| Denis Oswald [CE]                                | Suíça                  | 1991           | 1968, 1972, 1976 [MO]              | bio       |
| Jacques Rogge [CE]                               | Bélgica                | 1991           | 1968, 1972, 1976                   | bio       |
| Mário Vázquez Raña [CE]                          | México                 | 1991           |                                    | bio       |
| Thomas Bach [CE]                                 | Alemanha               | 1991           | 1976 [MO]                          | bio       |
| Sheikh Ahmad Al-Fahad Al-Sabah                   | Kuwait                 | 1992           |                                    | bio       |
| James Easton                                     | Estados Unidos         | 1994           |                                    | bio       |
| Craig Reedie [CE]                                | Reino Unido            | 1994           |                                    | bio       |
| Mario Pescante [CE]                              | Itália                 | 1994           |                                    | bio       |
| Gerhard Heiberg [CE]                             | Noruega                | 1994           |                                    | bio       |
| Arne Ljungqvist                                  | Suécia                 | 1994           | 1952                               | bio       |
| Austin Sealy                                     | Barbados               | 1994           |                                    | bio       |
| Robin Mitchell                                   | Fiji                   | 1994           |                                    | bio       |
| Alpha Ibrahim Diallo                             | Guiné                  | 1994           |                                    | bio       |
| Alex Gilady                                      | Israel                 | 1994           |                                    | bio       |
| Shamil Tarpischev                                | Rússia                 | 1994           |                                    | bio       |
| Valeriy Borzov                                   | Ucrânia                | 1994           | 1972, 1976 [MO]                    | bio       |
| René Fasel [CE]                                  | Suíça                  | 1995           |                                    | bio       |
| Jean-Claude Killy                                | França                 | 1995           | 1964, 1968 [MO]                    | bio       |
| Sam Ramsamy [CE]                                 | África do Sul          | 1995           |                                    | bio       |
| Reynaldo González López                          | Cuba                   | 1995           |                                    | bio       |
| Olegario Vázquez Raña                            | México                 | 1995           | 1964, 1968, 1972, 1976             | bio       |
| Antun Vrdoljak                                   | Croácia                | 1995           |                                    | bio       |
| Patrick Joseph Hickey                            | Irlanda                | 1995           |                                    | bio       |
| Toni Khoury                                      | Líbano                 | 1995           |                                    | bio       |
| Syed Shahid Ali                                  | Paquistão              | 1996           |                                    | bio       |
| Ung Chang                                        | Coreia do Norte        | 1996           |                                    | bio       |
| Gunilla Lindberg                                 | Suécia                 | 1996           |                                    | bio       |
| Julio César Maglione                             | Uruguai                | 1996           |                                    | bio       |
| Kun Hee Lee (suspenso)                           | Coreia do Sul          | 1996           |                                    | bio       |
| Ottavio Cinquanta                                | Itália                 | 1996           |                                    | bio       |
| Guy Drut                                         | França                 | 1996           | 1972, 1976 MO                      | bio       |
| Irena Szewinska                                  | Polónia                | 1998           | 1964, 1968, 1972, 1976, 1980 MO    | bio       |
| S.A.R. Henrique de Luxemburgo                    | Luxemburgo             | 1998           |                                    | bio       |
| Mounir Sabet                                     | Egito                  | 1998           |                                    | bio       |
| Nawal El Moutawakel [CE]                         | Marrocos               | 1998           | 1984 MO                            | bio       |
| Melitón Sánchez Rivas                            | Panamá                 | 1998           |                                    | bio       |
| Leo Wallner                                      | Áustria                | 1998           |                                    | bio       |
| Ser Miang Ng [CE]                                | Singapura              | 1998           |                                    | bio       |
| Samih Moudallal                                  | Síria                  | 1998           |                                    | bio       |
| Joseph Blatter                                   | Suíça                  | 1999           |                                    | bio       |
| Lamine Diack                                     | Senegal                | 1999           |                                    | bio       |
| Manuela di Centa                                 | Itália                 | 1999           | 1984, 1988, 1992, 1994, 1998 MO    | bio       |
| Tamás Aján                                       | Hungria                | 2000           |                                    | bio       |
| Gian-Franco Kasper                               | Suíça                  | 2000           |                                    | bio       |
| Kipchoge Keino                                   | Quênia                 | 2000           | 1964, 1968, 1972 MO                | bio       |
| Carlos Arthur Nuzman                             | Brasil                 | 2000           | 1964                               | bio       |
| Lassana Palenfo                                  | Costa do Marfim        | 2000           |                                    | bio       |
| Zaiqing Yu [CE]                                  | China                  | 2000           |                                    | bio       |
| Timothy Tsun Ting Fok                            | Hong Kong              | 2001           |                                    | bio       |
| Raja Randhir Singh                               | Índia                  | 2001           | 1964, 1968, 1972, 1976, 1980, 1984 | bio       |
| John Coates [CE]                                 | Austrália              | 2001           |                                    | bio       |
| Issa Hayatou                                     | Camarões               | 2001           |                                    | bio       |
| Juan Antonio Samaranch Jr.                       | Espanha                | 2001           |                                    | bio       |
| S.A.R. Nawaf Faisal Fahd Abdulaziz               | Arábia Saudita         | 2002           |                                    | bio       |
| Patrick Chamunda                                 | Zâmbia                 | 2002           |                                    | bio       |
| S.A.R. Tamim Bin Hamad Al Thani                  | Catar                  | 2002           |                                    | bio       |
| Pernilla Wiberg                                  | Suécia                 | 2002           | 1992, 1994, 1998, 2002 MO          | bio       |
| Sir Philip Craven                                | Reino Unido            | 2003           |                                    | bio       |
| Frankie Fredericks [CE]                          | Namíbia                | 2004           | 1992, 1996, 2004 MO                | bio       |
| Jan Zelezny                                      | Chéquia                | 2004           | 1988, 1992, 1996, 2000, 2004MO     | bio       |
| Hicham El Guerrouj                               | Marrocos               | 2004           | 1996, 2000, 2004 MO                | bio       |
| Rania Elwani                                     | Egito                  | 2004           | 1992, 1996, 2000                   | bio       |
| Francesco Ricci Bitti                            | Itália                 | 2006           |                                    | bio       |
| S.A.R. Tunku Imran                               | Malásia                | 2006           |                                    | bio       |
| Nicole Hoevertsz                                 | Aruba                  | 2006           | 1984                               | bio       |
| Béatrice Allen                                   | Gâmbia                 | 2006           |                                    | bio       |
| Rebecca Scott                                    | Canadá                 | 2006           | 1998, 2002, 2006 MO                | bio       |
| Saku Koivu                                       | Finlândia              | 2006           | 1994, 1998, 2006 MO                | bio       |
| Andrès Botero Phillipsbourne                     | Colômbia               | 2007           |                                    | bio       |
| Patrick Baumann                                  | Suíça                  | 2007           |                                    | bio       |
| S.A.R. Haya Bint Al Hussein                      | Emirados Árabes Unidos | 2007           | 2000                               | bio       |
| Rita Subowo                                      | Indonésia              | 2007           |                                    | bio       |
| Sergey Bubka                                     | Ucrânia                | 2008           | 1988, 1992, 1996, 2000 MO          | bio       |
| Ugur Erdener                                     | Turquia                | 2008           |                                    | bio       |
| Dae Sung Moon                                    | Coreia do Sul          | 2008           | 2004 MO                            | bio       |
| Alexander Popov                                  | Rússia                 | 2008           | 1992, 1996, 2000, 2004 MO          | bio       |
| Claudia Bokel                                    | Alemanha               | 2008           | 1996, 2000, 2004 MO                | bio       |
| Yumilka Ruiz Luaces                              | Cuba                   | 2008           | 1996, 2000, 2004 MO                | bio       |
| Richard Peterkin                                 | Santa Lúcia            | 2009           |                                    | bio       |
| S.A.R. Frederico, Príncipe Herdeiro da Dinamarca | Dinamarca              | 2009           |                                    | bio       |
| Habu Gumel                                       | Nigéria                | 2009           |                                    | bio       |
| Habib Abdul Nabi Macki                           | Omã                    | 2009           |                                    | bio       |
| Lydia Nsekera                                    | Burundi                | 2009           |                                    | bio       |
| Göran Petersson                                  | Suécia                 | 2009           |                                    | bio       |

## Presidente Honorário
| Nome                   | País    | Ano de eleição | Participação em Jogos Olímpicos | Biografia |
| ---------------------- | ------- | -------------- | ------------------------------- | --------- |
| Juan Antonio Samaranch | Espanha | -              |                                 | bio       |

## Membros Honorários
| Nome                                         | País                 | Ano de eleição | Participação em Jogos Olímpicos | Biografia |
| -------------------------------------------- | -------------------- | -------------- | ------------------------------- | --------- |
| S.A.R. João de Luxemburgo                    | Luxemburgo           | 1946           |                                 | bio       |
| S.M. Constantino II da Grécia                | Grécia               | 1963           | 1960 MO                         | bio       |
| Gunnar Ericsson                              | Suécia               | 1965           |                                 | bio       |
| James Worrall                                | Canadá               | 1967           | 1936                            | bio       |
| Maurice Herzog                               | França               | 1970           |                                 | bio       |
| Berthold Beitz                               | Alemanha             | 1972           |                                 | bio       |
| Pedro Ramírez Vázquez                        | México               | 1972           |                                 | bio       |
| Ashwini Kumar                                | Índia                | 1973           |                                 | bio       |
| Niels Holst-Sørensen                         | Dinamarca            | 1977           | 1948                            | bio       |
| Günther Heinze                               | Alemanha             | 1981           |                                 | bio       |
| Roque Napoleón Muñoz Peña                    | República Dominicana | 1983           |                                 | bio       |
| Vladimir Cernusak                            | Eslováquia           | 1981           |                                 | bio       |
| Flor Isava-Fonseca                           | Venezuela            | 1981           |                                 | bio       |
| Mary Alison Glen-Haig                        | Reino Unido          | 1982           | 1948, 1952, 1956, 1960          | bio       |
| Tan Sri Hamzah Abu Samah                     | Malásia              | 1978           |                                 | bio       |
| Fidel Mendoza Carrasquilla                   | Colômbia             | 1988           |                                 | bio       |
| Sir Tay Wilson Knzm                          | Nova Zelândia        | 1988           |                                 | bio       |
| Borislav Stankovic                           | Sérvia               | 1988           |                                 | bio       |
| S.A.R. Pilar de Espanha                      | Espanha              | 1996           |                                 | bio       |
| Henry Edmund Olufemi Adefope                 | Nigéria              | 1985           |                                 | bio       |
| Shagdarjav Magvan                            | Mongólia             | 1977           |                                 | bio       |
| S.A.R. Guilherme Alexandre dos Países Baixos | Países Baixos        | 1998           |                                 | bio       |
| Mustapha Larfaoui                            | Argélia              | 1995           |                                 | bio       |

## Membro de Honra
| Nome            | País           | Ano de eleição | Participação em Jogos Olímpicos | Biografia |
| --------------- | -------------- | -------------- | ------------------------------- | --------- |
| Henry Kissinger | Estados Unidos | 2000           |                                 | bio       |

## Legenda
- MO  - Medalhista olímpico
- CE  - Membro do Conselho Executivo